# Médière
Médière est une commune française située dans le département du Doubs, la région culturelle et historique de Franche-Comté et la région administrative Bourgogne-Franche-Comté. 
Ses habitants sont les Médièrois et les Médièroises.

## Géographie

### Toponymie
Mondrens en 1147 ; Meudières en 1385 ; Meudière en 1415 ; Meudières en 1622.

### Climat
Pour des articles plus généraux, voir Climat de la Bourgogne-Franche-Comté et Climat du Doubs.
En 2010, le climat de la commune est de type climat de montagne, selon une étude du Centre national de la recherche scientifique s'appuyant sur une série de données couvrant la période 1971-2000. En 2020, Météo-France publie une typologie des climats de la France métropolitaine dans laquelle la commune est exposée à un climat semi-continental et est dans la région climatique  Jura, caractérisée par une forte pluviométrie en toutes saisons (1 000 à 1 500 mm/an), des hivers rigoureux et un ensoleillement médiocre. 
Pour la période 1971-2000, la température annuelle moyenne est de 10,1 °C, avec une amplitude thermique annuelle de 17,7 °C. Le cumul annuel moyen de précipitations est de 1 183 mm, avec 14,1 jours de précipitations en janvier et 10,6 jours en juillet. Pour la période 1991-2020, la température moyenne annuelle observée sur la station météorologique installée sur la commune est de 11,5 °C et le cumul annuel moyen de précipitations est de 1 105,2 mm. 
La température maximale relevée sur cette station est de 40,2 °C, atteinte le 24 juillet 2019 ; la température minimale est de −17 °C, atteinte le 5 février 2012,,. 
| Mois                                  | jan.           | fév.          | mars          | avril         | mai           | juin         | jui.          | août        | sep.         | oct.          | nov.           | déc.           | année     |
| ------------------------------------- | -------------- | ------------- | ------------- | ------------- | ------------- | ------------ | ------------- | ----------- | ------------ | ------------- | -------------- | -------------- | --------- |
| Température minimale moyenne (°C)     | −0,8           | −1            | 1,1           | 4,2           | 7,9           | 11,9         | 13,4          | 13,1        | 9,7          | 6,4           | 3,2            | 0,1            | 5,8       |
| Température moyenne (°C)              | 2,7            | 3,6           | 7,1           | 11,2          | 14,7          | 18,8         | 20,7          | 20,3        | 16,4         | 11,8          | 7,1            | 3,5            | 11,5      |
| Température maximale moyenne (°C)     | 6,2            | 8,3           | 13,1          | 18,2          | 21,5          | 25,7         | 28            | 27,5        | 23,1         | 17,2          | 11,1           | 6,9            | 17,2      |
| Record de froid (°C) date du record   | −12,3 12.01.09 | −17 05.02.12  | −8 13.03.10   | −4,5 06.04.21 | −0,9 17.05.12 | 3,3 21.06.10 | 5 03.07.11    | 4 30.08.09  | 0,7 24.09.08 | −4,9 16.10.09 | −10,7 30.11.10 | −16,9 27.12.10 | −17 2012  |
| Record de chaleur (°C) date du record | 19,6 01.01.23  | 22,7 24.02.21 | 27,8 31.03.21 | 29,4 28.04.12 | 34,2 25.05.09 | 38 26.06.19  | 40,2 24.07.19 | 40 07.08.15 | 35 10.09.23  | 31,1 07.10.09 | 25,9 07.11.15  | 19,2 31.12.22  | 40,2 2019 |
| Précipitations (mm)                   | 95,2           | 82,1          | 75,7          | 72            | 108,3         | 102,3        | 85,1          | 101,1       | 71,9         | 96,7          | 90,6           | 124,2          | 1 105,2   |

| Diagramme climatique                                  |           |             |           |              |               |            |               |             |             |             |             |
| J                                                     | F         | M           | A         | M            | J             | J          | A             | S           | O           | N           | D           |
| 6,2−0,895,2                                           | 8,3−182,1 | 13,11,175,7 | 18,24,272 | 21,57,9108,3 | 25,711,9102,3 | 2813,485,1 | 27,513,1101,1 | 23,19,771,9 | 17,26,496,7 | 11,13,290,6 | 6,90,1124,2 |
| Moyennes : • Temp. maxi et mini °C • Précipitation mm |           |             |           |              |               |            |               |             |             |             |             |

Les paramètres climatiques de la commune ont été estimés pour le milieu du siècle (2041-2070) selon différents scénarios d'émission de gaz à effet de serre à partir des nouvelles projections climatiques de référence DRIAS-2020. Ils sont consultables sur un site dédié publié par Météo-France en novembre 2022.

## Urbanisme

### Typologie
Au 1er janvier 2024, Médière est catégorisée commune rurale à habitat dispersé, selon la nouvelle grille communale de densité à 7 niveaux définie par l'Insee en 2022.
Elle est située hors unité urbaine. Par ailleurs la commune fait partie de l'aire d'attraction de Montbéliard, dont elle est une commune de la couronne,. Cette aire, qui regroupe 137 communes, est catégorisée dans les aires de 50 000 à moins de 200 000 habitants,.

### Occupation des sols
L'occupation des sols de la commune, telle qu'elle ressort de la base de données européenne d’occupation biophysique des sols Corine Land Cover (CLC), est marquée par l'importance des forêts et milieux semi-naturels (49,9 % en 2018), une proportion sensiblement équivalente à celle de 1990 (50 %). La répartition détaillée en 2018 est la suivante : 
forêts (49,9 %), zones agricoles hétérogènes (26,6 %), prairies (13,7 %), terres arables (4,8 %), zones urbanisées (4,6 %), eaux continentales (0,3 %). L'évolution de l’occupation des sols de la commune et de ses infrastructures peut être observée sur les différentes représentations cartographiques du territoire : la carte de Cassini (XVIIIe siècle), la carte d'état-major (1820-1866) et les cartes ou photos aériennes de l'IGN pour la période actuelle (1950 à aujourd'hui).

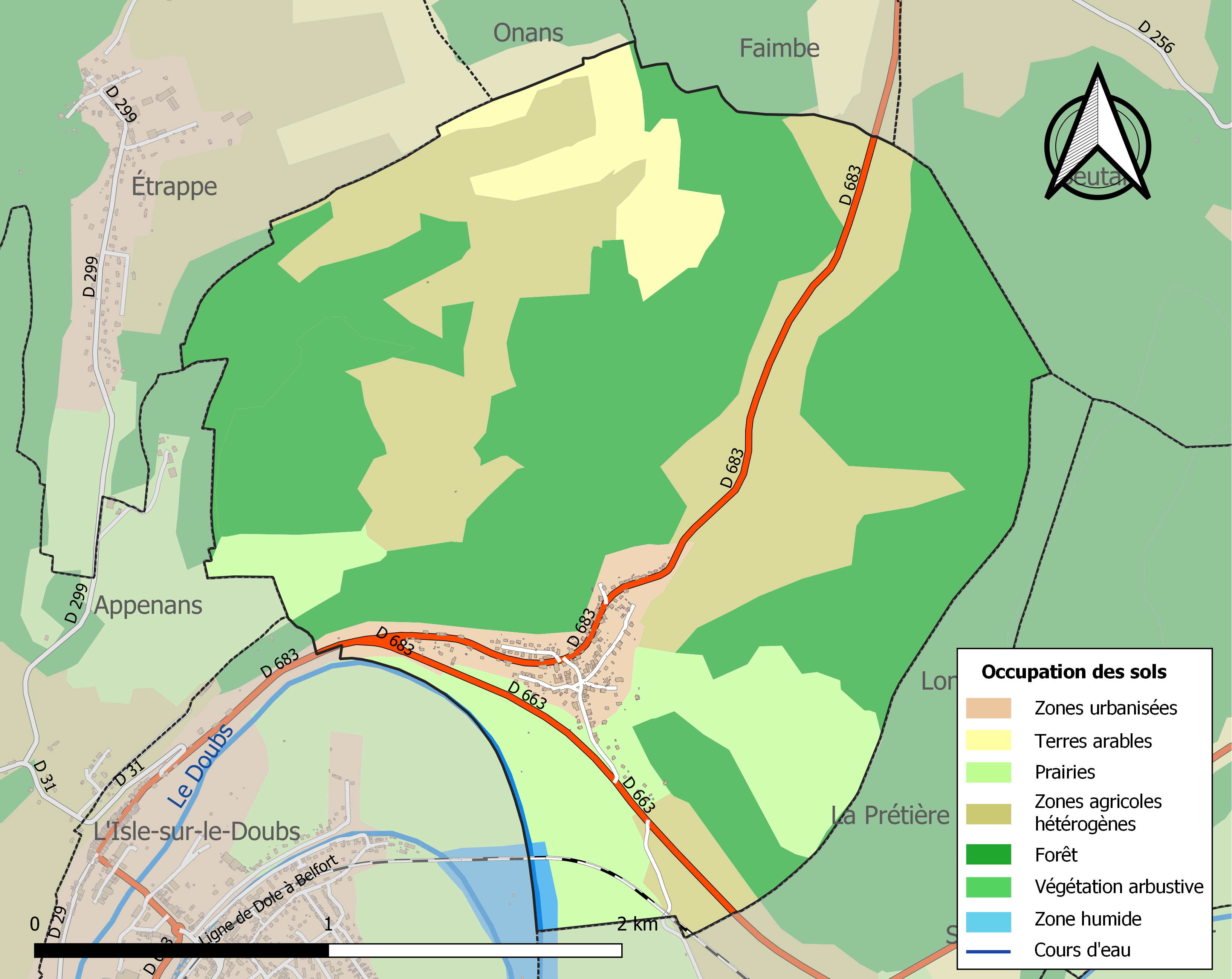
Carte des infrastructures et de l'occupation des sols de la commune en 2018 (CLC).

## Histoire
L'étymologie du nom est probablement liée à la même origine des termes « medeiro » en portugais et en galicien, qui signifie « meule ou botte de foin », ou « meda » en italien, qui signifie « balise », « fanal » ou « signal lumineux », plus le suffixe -ière, pour désigner s'agglomération.

## Héraldique
| Blason de Médière | Blason  | Tranché au 1er d'argent au tau de gueules, au 2e de sinople à deux besants d'or rangés en bande. |
| Blason de Médière | Détails | Le statut officiel du blason reste à déterminer.                                                 |

## Politique et administration

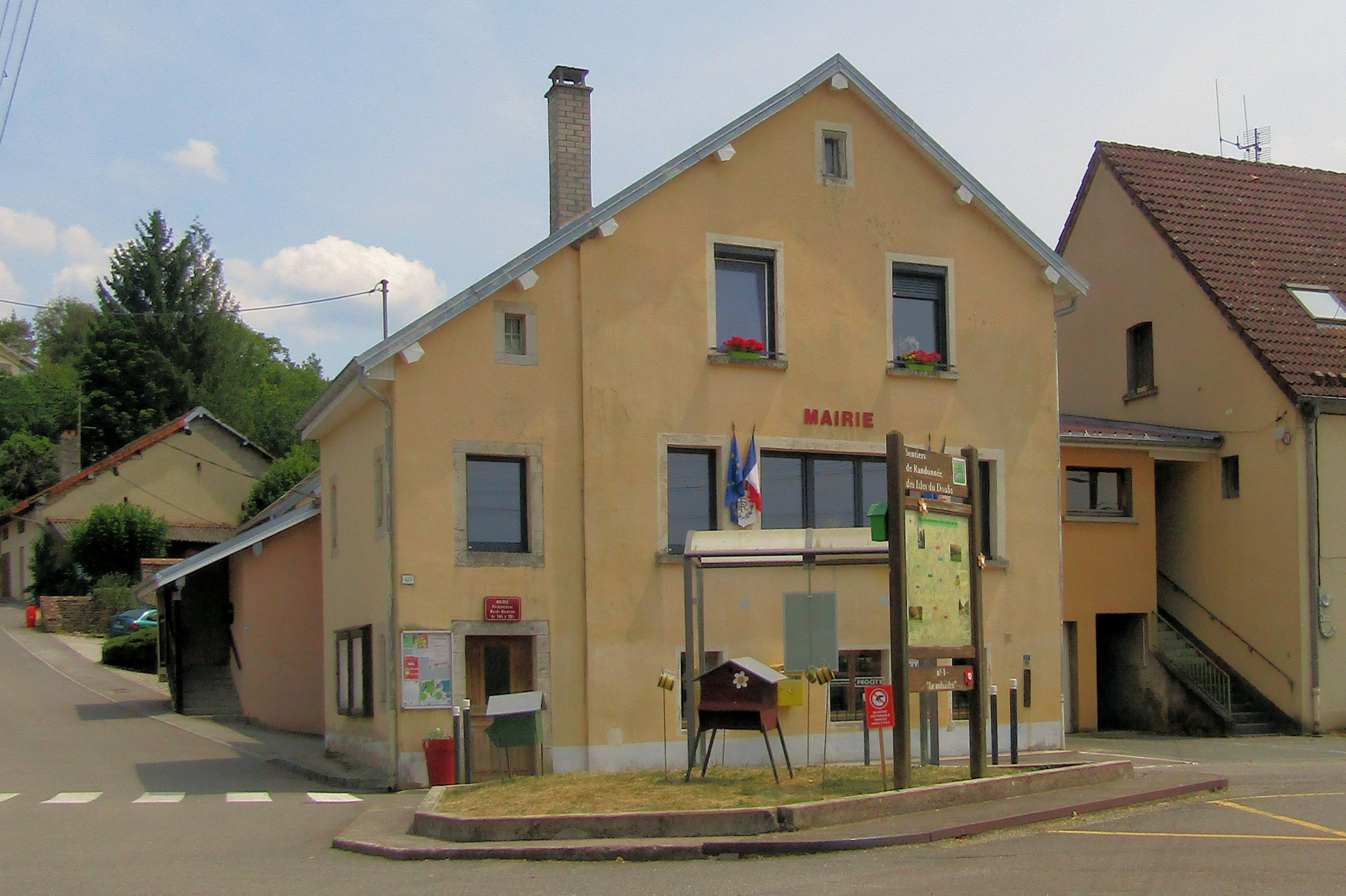
La mairie.

| Période                                  | Période  | Identité            | Étiquette | Qualité     |
| ---------------------------------------- | -------- | ------------------- | --------- | ----------- |
| avant 1988                               | ?        | François Risacher   |           |             |
| mars 2001                                | 2008     | Jean-Claude Baudrey |           |             |
| mars 2008                                | mai 2020 | Chantal Vurpillot   | DVD       | Commerçante |
| mai 2020                                 | En cours | Christophe Bouvier  |           |             |
| Les données manquantes sont à compléter. |          |                     |           |             |

## Démographie
L'évolution du nombre d'habitants est connue à travers les recensements de la population effectués dans la commune depuis 1793. Pour les communes de moins de 10 000 habitants, une enquête de recensement portant sur toute la population est réalisée tous les cinq ans, les populations de référence des années intermédiaires étant quant à elles estimées par interpolation ou extrapolation. Pour la commune, le premier recensement exhaustif entrant dans le cadre du nouveau dispositif a été réalisé en 2006.

En 2022, la commune comptait 282 habitants, en évolution de −3,09 % par rapport à 2016 (Doubs : +1,88 %, France hors Mayotte : +2,11 %).
| 1793 | 1800 | 1806 | 1821 | 1831 | 1836 | 1841 | 1846 | 1851 |
| ---- | ---- | ---- | ---- | ---- | ---- | ---- | ---- | ---- |
| 247  | 240  | 260  | 275  | 351  | 367  | 358  | 342  | 370  |

| 1856 | 1861 | 1866 | 1872 | 1876 | 1881 | 1886 | 1891 | 1896 |
| ---- | ---- | ---- | ---- | ---- | ---- | ---- | ---- | ---- |
| 370  | 345  | 331  | 328  | 385  | 351  | 353  | 340  | 340  |

| 1901 | 1906 | 1911 | 1921 | 1926 | 1931 | 1936 | 1946 | 1954 |
| ---- | ---- | ---- | ---- | ---- | ---- | ---- | ---- | ---- |
| 332  | 300  | 292  | 316  | 320  | 340  | 312  | 283  | 275  |

| 1962 | 1968 | 1975 | 1982 | 1990 | 1999 | 2006 | 2011 | 2016 |
| ---- | ---- | ---- | ---- | ---- | ---- | ---- | ---- | ---- |
| 298  | 313  | 362  | 305  | 327  | 314  | 328  | 315  | 291  |

| 2021 | 2022 | - | - | - | - | - | - | - |
| ---- | ---- | - | - | - | - | - | - | - |
| 280  | 282  | - | - | - | - | - | - | - |

## Lieux et monuments
- Église Saint-Étienne : l'édifice date en grande partie du XIXe siècle, le clocher est reconstruit en 1837/1838 et la nef agrandie entre 1872 et 1877. Actuellement, ce lieu de culte fait partie du diocèse de Belfort-Montbéliard, au sein de la Paroisse Sainte Bernadette. Le curé est Valentin Mondanga Adu.

## Personnalités liées à la commune
- Hugues François Briot (1738-1793), avocat en parlement, notaire, seigneur de Médière et Mancenans.